# Rama (etnia)
Rama es un pueblo indígena de la Región Autónoma de la Costa Caribe Sur al sureste de Nicaragua.

## Territorio
En tiempos de la Colonia española, los ramas fueron una de las grandes tribus indígenas que dominaron gran parte de los territorios de la actual Región Autónoma de la Costa Caribe Sur (RACCS). Hoy, solo sobreviven unos 1.300 descendientes de esta etnia, 900 de ellos asentados en la isla Rama Cay, dentro de la Bahía de Bluefields, que es como su capital, con una cultura que poco a poco va desapareciendo, de la misma forma en que su idioma y sus tradiciones van siendo sustituidos por otras lenguas y otros modos de vida, pero sin cambiar la pobreza en que viven hace décadas.
Rama Cay es un islote ubicado a cuatro kilómetros al sur de la ciudad de Bluefields, frente a la desembocadura del río Cukra, de 176 kilómetros cuadrados, del mismo nombre. Es una isla pequeña en tamaño  —solo cinco manzanas cuadradas— pero de una gran importancia cultural, aquí viven los últimos descendientes de la etnia rama.
Es uno de los ocho islotes que forman el diminuto archipiélago que llevan los nombre de Rama, Guaca, Masan, Cualapa, Cucu, Uariu, Filis y Bryan, todos con el aditamento inglés de “Key”, pero que se acostumbra cambiar por "Cay".
Unos 400 ramas están diseminados en pequeños grupos asentados a la orilla de los ríos Indio, Wirinki, Monkey Point, Punta Águila y Punta Gorda.

## Historia
El pueblo rama es descendiente de varias comunidades indígenas que ocupaban la costa caribeña de Nicaragua en el momento del contacto europeo.Tras la colonización española de la región, los piratas británicos formaron una alianza con los misquitos para hacerse con el control de partes de la costa caribeña. Los misquitos ayudaron a los piratas británicos a asaltar barcos españoles y resistir el control español de la región, a cambio de armas y otros recursos que les permitiesen ejercer el control sobre otros grupos indígenas como los rama. Según la tradición oral rama, los misquitos les regalaron la isla de Rama Cay en el siglo XVIII y, en reconocimiento a su ayuda en la lucha contra el pueblo naso de Costa Rica.
A lo largo del siglo XIX y del siglo XX, los pueblos indígenas de la costa caribeña llegaron a depender de la inversión privada y de las empresas privadas para su estabilidad socioeconómica. Siguiendo políticas socialistas, en la década de 1980 el gobierno nicaragüense, dominado por los sandinistas, buscó nacionalizar todas las instituciones privadas, lo que resultó en una reducción de la inversión privada en la costa caribeña. Muchos grupos indígenas se quejaron al gobierno por su interferencia en la economía indígena y reivindicaron la autonomía regional. El pueblo rama fue uno de los muchos grupos indígenas que se unieron a los Contras, un grupo de guerrillas anticomunistas, algunas de las cuales estaban respaldadas por la CIA, dedicadas a luchar contra el régimen sandinista. Como resultado de la Revolución Nicaragüense, muchos rama fueron desplazados de sus hogares y tierras tradicionales.
En un esfuerzo por devolver la paz a la costa caribeña, el gobierno de Nicaragua estableció la Constitución de 1987 y el Estatuto de Autonomía. Estas iniciativas gubernamentales reconocieron la existencia de indígenas en Nicaragua, el derecho de los pueblos indígenas a determinar su propia identidad étnica y el derecho de las comunidades indígenas a ofrecer educación intercultural en su idioma tradicional. Debido al conflicto político en la nación, los términos reglamentarios del Estatuto de Autonomía no fueron ratificados hasta 2003. La implementación del Estatuto de Autonomía sigue siendo un desafío, porque el gobierno nacional y los consejos regionales no están de acuerdo sobre el nivel de autonomía que deben poseer las comunidades caribeñas.

## Economía y estilo de vida
La cultura rama depende de estrategias tradicionales de autosuficiencia para obtener las sustancias deseadas. Si bien algunos rama se dedican a la pesca comercial en pequeña escala, la mayoría de la población todavía practica ocupaciones tradicionales como la pesca y la agricultura de subsistencia.
La asistencia mutua es una práctica importante en las comunidades Rama y se depende de ella para la estabilidad cultural y económica. Existe división sexual del trabajo entre los Rama, siendo los hombres los responsables de la caza, la pesca y la siembra, mientras que las mujeres participan en la recolección y las tareas domésticas. Antes de la llegada de los misioneros, la población rama en Rama Cay supuestamente vivía en casas que carecían de paredes exteriores e interiores.
Las malas condiciones del suelo en la selva tropical no permiten la agricultura extensiva, por lo que, al igual que otras poblaciones indígenas de la región, los rama cultivan pequeños campos a lo largo de las orillas de los ríos. Los cultivos cosechados por rama son fundamentalmente el cacao, el banano, la batata, el maíz, los cocos, el arroz, los frijoles, la piña, la fruta del pan y el pejibaye.
Los rama son también una cultura del agua. Su actividad principal es la pesca artesanal o de subsistencia. La pesca también contribuye significativamente a la dieta rama, de la que forman parte las ostras, berberechos, camarones de agua dulce y el róbalo.
La caza se practica principalmente en el continente, donde se pueden encontrar importantes animales de caza como el pecarí barbiblanco, el tapir y el venado.
El pueblo rama es comúnmente conocido por su habilidad en la elaboración de botes y por su reputación de ser los mejores navegantes de la costa.

## Religión
En 1847, los misioneros moravos alemanes comenzaron a trabajar en Bluefields. Los misioneros trabajaron con los diferentes grupos étnicos y se convirtieron en una institución colonial firmemente establecida en la costa caribeña. La primera misión morava se estableció en Rama Cay en 1858 y contribuyó al alejamiento de las prácticas tradicionales y del uso de la lengua rama. El pueblo rama inicialmente resistió los esfuerzos de los misioneros porque los valores de la iglesia entraban en conflicto con su cultura tradicional; sin embargo, a medida que se disociaron de su identidad tradicional, los rama se volvieron más receptivos a las influencias externas. Hoy en día, el pueblo rama practica predominantemente la religión de la Iglesia Morava. Sólo los individuos de la parte sureste de Nicaragua representan el 96% de los miembros de la Iglesia Morava en Nicaragua.

## Lengua
El idioma rama pertenece a la familia de lenguas chibchas, dentro de la cual conforma el grupo vótico, conjuntamente con el idioma guatuso o maléku de Costa Rica. La mayoría de la población rama habla también una lengua criolla basada en el inglés caribeño y relacionado con el criollo miskito y el criollo sanandresano.
En principio, la lengua rama se consideraba moribunda, ya que menos de 30 ancianos todavía podían hablarla con fluidez. La Iglesia Morava, que había desempeñado un papel importante en la colonización de la región, fue la culpable de que se perdiese la lengua rama en Rama Cay. La Iglesia Morava se dedicó a enseñar el inglés a los nativos e influyó en que se forma una actitud negativa hacia los hablantes tradicionales, lo que dio lugar a que se aludiese al rama como la "lengua del tigre". Como resultado de esta animosidad contra el idioma tradicional, la población que habita hoy en Rama Cay habla mayoritariamente una versión única del rama-criollo, que es similar al inglés criollo de Nicaragua. Hubo un momento en que sólo dos personas todavía hablaban el rama tradicional en la isla. La lengua rama se había conservado anteriormente en las comunidades del continente; sin embargo, los acontecimientos modernos amenazaban con la pérdida de las costumbres y el idioma tradicionales.
Sin embargo, en 1985 se lanzó el Programa de Lengua Rama (RLP) en respuesta a solicitudes para "salvar la lengua rama". Los esfuerzos iniciales para localizar y comunicarse con hablantes nativos supusieron un desafío para los lingüistas, pues los habitantes de Rama Cay todavía rechazaban cualquier uso del idioma rama tradicional. En los últimos años, los esfuerzos de revitalización del idioma han logrado cierto éxito, a medida que el pueblo rama iba asociando cada vez más su idioma tradicional con su identidad. Este movimiento de los indígenas rama para reivindicar su lengua ha llevado a muchos lingüistas a etiquetarla como "lengua rescatada".

## Conflicto
En 2001, bajo decreto del presidente Arnoldo Alemán se autorizó la concesión para la construcción, operación y explotación de un ferrocarril interoceánico por la empresa Canal Interoceánico de Nicaragua, Sociedad Anónima (CINN), sin consultar a las comunidades afectadas. Los Rama, conjuntamente con la comunidad de Monkey Point presentaron un recurso de amparo ante la Corte Suprema de Justicia y una petición de medidas cautelares ante la Comisión Interamericana de Derechos Humanos. El proyecto está paralizado pero de continuarse, podría causar un daño irreparable al pueblo rama.
El 22 de abril de 2006 el procurador general de Nicaragua, Alberto Novoa, y el representante de las compañías estadounidenses MKJ Exploraciones Internacionales S.A. de Luisiana e Infinity Inc. de Kansas, firmaron un contratos de concesión para la exploración de petróleo y gas en el Caribe nicaragüense. Este contrato fue anulado en agosto siguiente por el tribunal de Bluefields, pero en diciembre de 2007 los Consejos Regionales Autónomos autorizaron su suscripción, que se realizó en 2008 con la MKJ y en 2009 con la Infinity.
Por otra parte la no titulación de sus tierras tradicionales a los Pueblos Indígenas sigue fomentado una situación de ocupación y usurpación permanente en los territorios de los Pueblos Indígenas.